# Pterocomma groenlandicum
Pterocomma groenlandicum är en insektsart som beskrevs av Hille Ris Lambers 1952. Pterocomma groenlandicum ingår i släktet Pterocomma och familjen långrörsbladlöss. Inga underarter finns listade i Catalogue of Life.